# Lasioglossum kinabaluense
Lasioglossum kinabaluense là một loài Hymenoptera trong họ Halictidae. Loài này được Michener mô tả khoa học năm 1986.